# Boganiidae
Boganiidae — родина жуків надродини кукуйоїдні (Cucujoidea).

## Поширення
Родина поширена в Австралії та Південній Африці. Викопні рештки виявлені у бурштині з М'янми та датуються крейдовим періодом.

## Опис
Невеликі (2-3 мм), червонуваті або коричневі жуки. Зовні вони дуже схожі на жуків з родини Cryptophagidae, але мають менші булави на антенах. Відрізняються також будовою ротового апарата.

## Спосіб життя
Дорослі жуки живляться пилком саговників. Деякі види є важливими запилювачами цих рослин.

## Класифікація
Родина включає 10 сучасних видів та один вимерлий:
- Afroboganium Endrödy-Younga & Crowson, 1986
  - Afroboganium elmeae Endrody Younga in Endrody-Younga & Crowson, 1986
  - Afroboganium major Endrody Younga in Endrody-Younga & Crowson, 1986
  - Afroboganium namibense Endrody Younga in Endrody-Younga & Crowson, 1986 
  - Afroboganium propria (Grouvelle, 1899)
  - Afroboganium transvaalense Endrody Younga in Endrody-Younga & Crowson, 1986
- Athertonium Crowson, 1990
  - Athertonium parvum Crowson, 1990
- Boganium Sen Gupta & Crowson, 1966
  - Boganium armstrongi Sen Gupta & Crowson, 1986
- †Cretoparacucujus Cai and Escalona, 2018
  - †Cretoparacucujus cycadophilus Cai and Escalona, 2018
- Metacucujus Endrödy-Younga & Crowson, 1986
  - Metacucujus encephalarti Endrödy-Younga, 1986 
  - Metacucujus goodei Endrody-Younga, 1991
  - Metacucujus transvenosi Endrody-Younga, 1991
- Paracucujus Sen Gupta & Crowson, 1966
  - Paracucujus rostratus Sen Gupta & Crowson, 1966